# Pałac w Grobli
Pałac w Grobli – zabytkowy pałac  w Grobli, w południowo-zachodniej Polsce w województwie dolnośląskim, w powiecie jaworskim, w gminie Paszowice.

## Położenie
Pałac, położony jest w południowo-zachodniej Polsce, w południowo-wschodniej części Pogórza Kaczawskiego, na terenie Parku Krajobrazowego "Chełmy", w miejscowości Grobla, położonej około 6,8 km., na północny wschód, od centrum miejscowości Bolków.

## Opis
Budynek pałacu dwukondygnacyjny, z oskarpowanymi narożnikami, o elewacjach gładkich, otynkowanych z prostokątnymi otworami okiennymi, rozmieszczonymi symetrycznie. Ściany wsparte na cokole fundamentu. Całość zbudowana na planie czworoboku. Na osi fasady centralnej, szerokie kamienne schody wykończone drewnianą balustradą. Główny portal wejściowy ostrołukowy, obramowany dwoma pilasterami do wysokości pierwszego piętra. Nad portalem prosty balkon w kształcie płyty wspartej na belkach połączony z wnętrzem pałacu drzwiami balkonowymi. Fasada nad balkonem zdobiona ryzalitem zakończona na wysokości dachu, trójkątnym szczytem, wykonanym z muru pruskiego. Na elewacjach zachowane fragmenty geometrycznej dekoracji sgraffitowej. Dach czterospadowy, pokryty ceramiczną dachówką zdobiony licznymi nadbudówkami poddaszowymi: lukarnami i mansardami. Na końcach kalenicy ozdobne pinakle. W osi budowli znajduje się prostokątna wieżyczka (sygnaturka) z galerią widokową, o konstrukcji słupowo–szkieletowej, wychodząca z kalenicy dachu. Ściany boczne dolnej części wieżyczki o obrysie kwadratu, pokryte są dachówką, całość zwieńczona czterospadowym dachem hełmowym, wspartym na ośmiu filarach. Hełm pokryty dachówką zakończony metalowym szpicem.
Pałac otoczony jest XIX-wiecznym parkiem naturalistycznym, w którego kompozycji wykorzystano walory krajobrazu Pogórza Kaczawskiego.

## Historia
Na miejscu obecnego pałacu pod koniec XVI wieku zbudowano w renesansowym stylu dwór otoczony fosą, przez którą prowadziły mosty, obok dworu stał przydworski budynek gospodarczy "Bronówka". Jednym z pierwszych właścicielem posiadłości w XV wieku był Burgmann von Schindel. W XVII-XVIII wieku posiadłość należała do członków rodzin von Zedlitz i von Nostitz. W latach 1702/7 dwór został gruntownie przebudowany z zachowaniem fosy i mostów. W XIX wieku posiadłość należała do Gustava Zahna, który w 1902 roku, po raz drugi przebudował pałac. Obecny wygląd rezydencji pochodzi z tego okresu, w tym samym czasie zlikwidowano fosę i mosty prowadzące do pałacu, oraz powstało założenie parkowe. W 1932 roku pałac z majątkiem nabył rolnik Kurt Scholz. Po II wojnie światowej pałac był kilkakrotnie remontowany. W 1960 roku pałac był restaurowany z przeznaczeniem na ośrodek wczasowy. Pod koniec XX wieku pałac był obiektem kolonijnym kolonii letnich "Cichy Kąt".

## Pałac obecnie
Pałac stanowi własność prywatną. Od 2007 roku właściciele sukcesywnie remontują pałac, który był totalnie zdewastowany. Odbywają się tam przyjęcia okolicznościowe, takie jak wesela, komunie, chrzciny, konferencje, bankiety, zabawy itp. Pałac w Grobli ma w swoim otoczeniu park ze stuletnimi drzewami. Obiekt stanowi zabytek architektury barokowej na Śląsku, wpisany jest do rejestru zabytków pod poz. 1385 z 6.09.1965 r.